# Johanna Nichols
Pour les articles homonymes, voir Nichols.
Johanna Nichols (née en 1945) est une linguiste professeure émérite à l'université de Californie à Berkeley au sein du département d'études slaves. Son domaine de recherche comprend les langues slaves, les langues parlées en Eurasie durant la Préhistoire, la typologie des langues et les langues caucasiennes (principalement le tchétchène et l'ingouche). Elle a renouvelé la représentation que l'on se fait des langues caucasiennes en associant l'analyse des structures linguistiques et l'analyse historique,.
Son livre le plus connu, Linguistic Diversity in Space and Time, a remporté le prix Leonard Bloomfield de la Linguistic Society of America en 1994.

## Livres
- (en) Predicate Nominals: A Partial Surface Syntax of Russian. Berkeley: University of California Press, 1981.  (ISBN 0-520-09626-6).
- (en) Grammar Inside and Outside the Clause: Some Approaches to Theory from the Field. Édité par Johanna Nichols et Anthony C. Woodbury. Cambridge ; New York: Cambridge University Press, 1985.  (ISBN 0-521-26617-3).
- (en) Evidentiality: The Linguistic Coding of Epistemology. Édité par Wallace Chafe et Johanna Nichols. Norwood, N.J.: Ablex Pub. Corp., 1986.  (ISBN 0-89391-203-4)
- (en) Linguistic Diversity in Space and Time. Chicago : University of Chicago Press, 1992.  (ISBN 0-226-58056-3).
- (en) Sound Symbolism. Édité par Leanne Hinton, Johanna Nichols, et John J. Ohala. Cambridge ; New York : Cambridge University Press, 1994.  (ISBN 0-521-45219-8).
- (en) Chechen-English and English-Chechen Dictionary = Noxchiin-ingals, ingals-noxchiin deshnizhaina. London; New York: Routledge Curzon, 2004.  (ISBN 978-0-203-56517-9). Johanna Nichols, Ronald L. Sprouse et Arbi Vagapov.
- (en) Ingush Grammar. Berkeley: University of California Press, 2010.  (ISBN 0-520-09877-3).